# 387 aC
El 387 aC va ser un any del calendari romà prejulià. Durant la República Romana i l'Imperi, era conegut com a any del tribunat de Fidenat, Mamercí, Cursor, Lanat i Publícola (o, més rarament, any 367 ab urbe condita o de la fundació de Roma). L'ús del nom «387 aC» per referir-se a aquest any es remunta a l'alta edat mitjana, quan el sistema Anno Domini va ser el mètode de numeració dels anys més comú a Europa.

## Esdeveniments

### Antiga Grècia
- Antàlcides, polític i diplomàtic espartà, que havia estat enviat a l'Àsia Menor com a comandant d'una flota (ναύαρχος, navarc) i com ambaixador l'any 388 aC, va negociar amb Tiribazos, un sàtrapa persa considerat molt proper al rei Artaxerxes II de Pèrsia, un tractat de pau entre Esparta, Atenes i l'Imperi Aquemènida, tractat conegut amb el nom de la Pau d'Antàlcides, un acord general de pau imposat per Pèrsia, però sota influència de les conveniències d'Esparta.[2]
- Tiribazos va convocar als diferents estats grecs i als espartans, amb gran alegria per part de tots pel fet que la Pau d'Antàlcides suposava posar fi a la guerra, i va proposar els acords de pau. Va ser comunicada als estats grecs l'hivern del 387 aC al 386 aC. Esparta i Atenes van acceptar l'acord el 386 aC, i fins més tard no el van signar Tebes i el govern unit d'Argos i Corint.[3]
- Plató, filòsof, compra, fora de les muralles d'Atenes, una propietat que dedica a les Muses i bateja amb el nom d'Acadèmia. Comença a donar lliçons sobre filosofia.[4]

### Sicília
- Dionisi el Vell, tirà de Siracusa, després d'un setge d'onze mesos, ocupa la ciutat de Règion.[5]
- L'illa d'Issa, la més allunyada de la costa de Libúrnia, es ocupada per Dionisi el Vell, per assegurar-se el domini de la mar Adriàtica, ajudat per la gent de Paros. Va fundar una colònia a l'illa.[6]

### Antiga Roma
- Aquest any són elegits tribuns amb potestat consular: Gai Sergi Fidenat, Luci Emili Mamercí, Luci Papiri Cursor, Luci Meneni Lanat i Luci Valeri Publícola.[7]
- Enfrontament entre la República Romana i els gals en la batalla de l'Àl·lia, que va portar al saqueig de Roma pels gals[8] encapçalats per Brennus. Algunes fonts situen aquesta batalla l'any 390 aC.[9]